# Àcid fosfatídic
Els àcids fosfatídics, en anglès:Phosphatidic acids (PAs), són les formes àcides dels fosfatidats, una part dels principals constituients de les membranes cel·lulars dels fosfolípids. Els àcids fosfatídics són els diacil-glicerofosfolípids més senzills.

## Estructura

Estructura química general dels àcids fosfatídics

Els àcids fosfatídics conten d'un esquelet de glicerol, amb, en general, dos àcids grassos enllaçats cadascun a un carboni-1 i carboni-2 i un grup fosfat enllaçat al carboni-3.

## Paper de l'acid fosfatídic (PA) dins la cèl·lula
- El PA és el precursor per a la biosíntesi de molts altres lípids.
- Influencien en la curvatura de la membrana.
- El PA actua com a lípid senyalitzador recrutant proteïnes citosòliques a membranes apropiades[3]).
- El PA té un paper molt important en la fototransducció en la mosca Drosophila[4]